# ケリー・デューガン
ケリー・P・デューガン（Kelly P. Dugan, 1990年9月18日 - ）は、アメリカ合衆国・カリフォルニア州ロサンゼルス市エンシノ出身のプロ野球選手（外野手）。右投左打。独立リーグ・アトランティックリーグのランカスター・バーンストーマーズ所属。
実父は映画監督のデニス・デューガン。

## 経歴

### プロ入りとフィリーズ傘下時代
2009年、MLBドラフト2巡目（全体75位）でフィラデルフィア・フィリーズから指名され、6月23日に契約。ルーキー級ガルフ・コーストリーグ・フィリーズ（GCLフィリーズ）で45試合に出場し、打率.233、0本塁打、8打点、9盗塁という成績だった。
2010年はルーキー級GCLフィリーズとA-級ウィリアムズポート・クロスカッターズで合計28試合に出場し、打率.366、1本塁打、8打点、2盗塁という成績だった。
2011年はA-級ウィリアムズポートで47試合に出場し、打率.284、2本塁打、21打点、6盗塁という成績だった。
2012年はA級レイクウッド・ブルークロウズで117試合に出場し、打率.300、12本塁打、60打点、5盗塁という成績だった。オフにはフィリーズ傘下のオールスターチームに選出された。
2013年はA+級クリアウォーター・スレッシャーズで56試合に出場し、打率.318、10本塁打、36打点、1盗塁と活躍。7月5日にAA級レディング・ファイティン・フィルズに昇格し、56試合出場、打率.264、10本塁打、23打点という成績を残した。オフの11月20日にフィリーズとメジャー契約を結び、40人枠入りした。
2014年は40人枠に入ったままAA級レディングで76試合に出場し、打率.296、5本塁打、34打点、1盗塁という成績だった。
2015年も40人枠に入ったままAA級レディングで44試合、AAA級リーハイバレー・アイアンピッグスで36試合に出場したがアクティブロースターには入れず、10月19日に40人枠から外れ、AAA級リーハイバレーに配属された。オフの11月6日にFAとなった。

### カブス傘下時代
2015年12月11日にシカゴ・カブスとマイナー契約を結んだ。
2016年はAA級テネシー・スモーキーズで97試合に出場し、打率.266、13本塁打、50打点という成績だった。オフの11月7日にFAとなった。

### ダイヤモンドバックス傘下時代
2016年11月18日にアリゾナ・ダイヤモンドバックスとマイナー契約を結んだ。
2017年はAA級ジャクソン・ジェネラルズで105試合、ルーキー級AZLダイヤモンドバックスで1試合に出場し、AA級ジャクソンでは打率.256、13本塁打、48打点という成績だった。オフの11月6日にFAとなった。
2018年2月17日にダイヤモンドバックスと再契約した。この年は故障のため試合出場なく、オフの11月2日にFAとなった。

### 独立リーグ時代
2019年はアメリカン・アソシエーションのシカゴ・ドッグスでプレー。
2020年はシカゴ・ドッグスと、一時的に結成された独立リーグであるコンステレーション・エナジー・リーグのシュガーランド・ライトニング・スローズでプレー。
2021年はアトランティックリーグのランカスター・バーンストーマーズと契約。104試合に出場して打率.326、15本、88打点の成績を残した。